# شهدطوطیک آبی
شهدطوطیک آبی (نام علمی: Vini peruviana) یک شهدطوطی کوچک از پلینزی فرانسه و جزایر کوک است. همچنین به نام‌های شهدطوطیک تاهیتی، شهدطوطیک بنفش، شهدطوطی تاهیتی، شهدطوطی آبی و شهدطوطی نیلی نیز شناخته می‌شود. در گذشته در ۲۳ جزیره در اطراف تاهیتی یافت می‌شد، اما اکنون به هشت جزیره محدود شده‌است: آیتوتاکی، آپاتاکی، آروتوا، کائوکورا، مانوآئه، ماوپیها، موتو وان، رانگیروا، و احتمالاً مانیهی و مانوآئه. پرهای آن عمدتاً به رنگ آبی تیره است و ناحیه‌ای سفید در بالای سینه، گلو و چهره خود دارد. نخستین پرورش در اسارت در بریتانیا توسط مارکز تاویستوک در دهه ۱۹۳۰ انجام شد. او به خاطر این موفقیت از سوی لیگ پرندگان خارجی مدال نقره دریافت کرد.
شهدطوطیک آبی در هر زیستگاه جنگلی در گستره پراکنش خود، از جمله مناطق کشت‌شده زندگی خواهد کرد. بیشترین فراوانی آن در توده‌های مخلوط نارگیل و هلیوتروپیوم فورتریانوم است.